# Melus din Bari
Melus din Bari (Milus sau Meles, în limba italiană: Melo) (d. 1020 a fost un nobil longobard din orașul Bari, în provincia Apulia, ale cărui ambiții de a constitui un stat autonom față de dominația bizantină din sudul Italiei a condus în mod neașteptat la prezența normanzilor în Italia.
Împreună cu cumnatul său Dattus, Melus s-a răsculat în anul 1009 împotriva Catepanatul de Italia și la puțină vreme a reușit să ocupe chiar Bari. În anul 1010, răsculații au cucerit Ascoli și Troina, însă noul catapan bizantin, Vasile Mesardonites a revenit cu o puternică armată, drept pentru care Bari a fost recuperat de bizantini la 11 iunie 1011. Melus s-a refugiat sub protecția principelui Guaimar al III-lea de Salerno, iar Dattus la abația benedictină de la Montecassino, unde călugării, având sentimente anti-grecești și aflați sub influența papei Benedict al VIII-lea, i-au oferit un turn fortificat la Garigliano. Cu toate acestea, familia lui Melus a fost capturată de către bizantini și trimisă la Constantinopol.
În anul 1016, potrivit cronicarului normand Guglielmo de Apulia, Melus a fost la relicvele puse în legătură cu Sfântul Mihail de la Monte Gargano pentru a se întâlni cu câțiva pelerini normanzi. Cu acestă ocazie, el a solicitat normandului Rainulf Drengot și unei trupe de normanzi exilați de către ducele de Normandia să se alăture răscoalei antibizantine, dându-le asigurări asupra ușurinței cu care s-ar obține victoria și atrăgându-i cu primisiuni asupra abundenței prăzii. Până în 1017, aventurierii normanzi deja ajunseseră în sudul Italiei, unde s-au alăturat forțelor longobarde ale lui Melus la Capua. De acolo, au pornit imediat marșul în interiorul Apuliei, căutând să îi prindă pe bizantini nepregătiți. Obținând o victorie în luna mai pe malurile rîului Fortore asupra trpelor trimise de catapan-ul Leon Tornikios Kontoleon, răsculații au cucerit întreg teritoriul dintre Fortore și Trani până în luna septembrie și au prădat Apulia.
Cu toate acestea, în octombrie 1017 situația s-a modificat radical. Noul catapan, Vasile Boiannes, a adunat o puternică forță militară, alături de un contingent al celebrei gărzi a varegilor trimis de împăratul Vasile al II-lea. Vasile Boiannes s-a confruntat cu trupele normanzilor și longobarzilor la Cannae, în chiar locul celebrei bătălii din Antichitate dintre Hanibal și romani. Bătălia s-a soldat cu un dezastru atât pentru normanzi, care l-au pierdut în luptă pe conducătorul lor Gilbert, cât și pentru longobarzi, ai căror comandanți au scăpat doar cu fuga: Melus în "pământurile samnite" (potrivit cronicarului Amato) aflate în posesia papei, iar Dattus din nou la Montecassino.
Melus a continuat să străbată sudul și centrul Italiei și chiar în Germania, pentru a găsi noi ajutoare. El a ajuns la curtea împăratului Henric al II-lea din Bamberg. Deși primit cu onoruri și recunoscându-i-se titlul de duce de Apulia de către împărat, el s-a stins din viață doi ani mai târziu, chiar după ce papa Benedict a sosit la Bamberg pentru a-l convinge pe Henric să pornească o contraofensivă împotriva Bizanțului. El se află înmormântat în Catedrala din Bamberg.

## Leg[turi externe
- History of the Norman World Arhivat în 9 ianuarie 2006, la Wayback Machine..

1. ↑  „Melus din Bari”, Gemeinsame Normdatei, accesat în 11 decembrie 2014
2. ↑  „Melus din Bari”, Gemeinsame Normdatei, accesat în 14 octombrie 2015
3. ↑  „Melus din Bari”, Gemeinsame Normdatei, accesat în 31 decembrie 2014